# Abensberg
Abensberg település Németországban, azon belül Bajorországban. Lakosainak száma 14 685 fő (2023. december 31.). Abensberg Neustadt an der Donau, Rohr in Niederbayern és Kelheim községekkel határos.

## Fekvése
Neustadt an der Donautól keletre, az Abens (folyó) partján fekvő település.

## Népesség
A település népessége az elmúlt időszakban az alábbi módon változott:
| Lakosok száma | 1671 | 2256 | 7765 | 9244 | 12 922 | 13 034 | 13 540 | 13 765 | 14 284 | 14 685 |
|               | 1867 | 1925 | 1970 | 1987 | 2012   | 2013   | 2015   | 2017   | 2021   | 2023   |

## Története

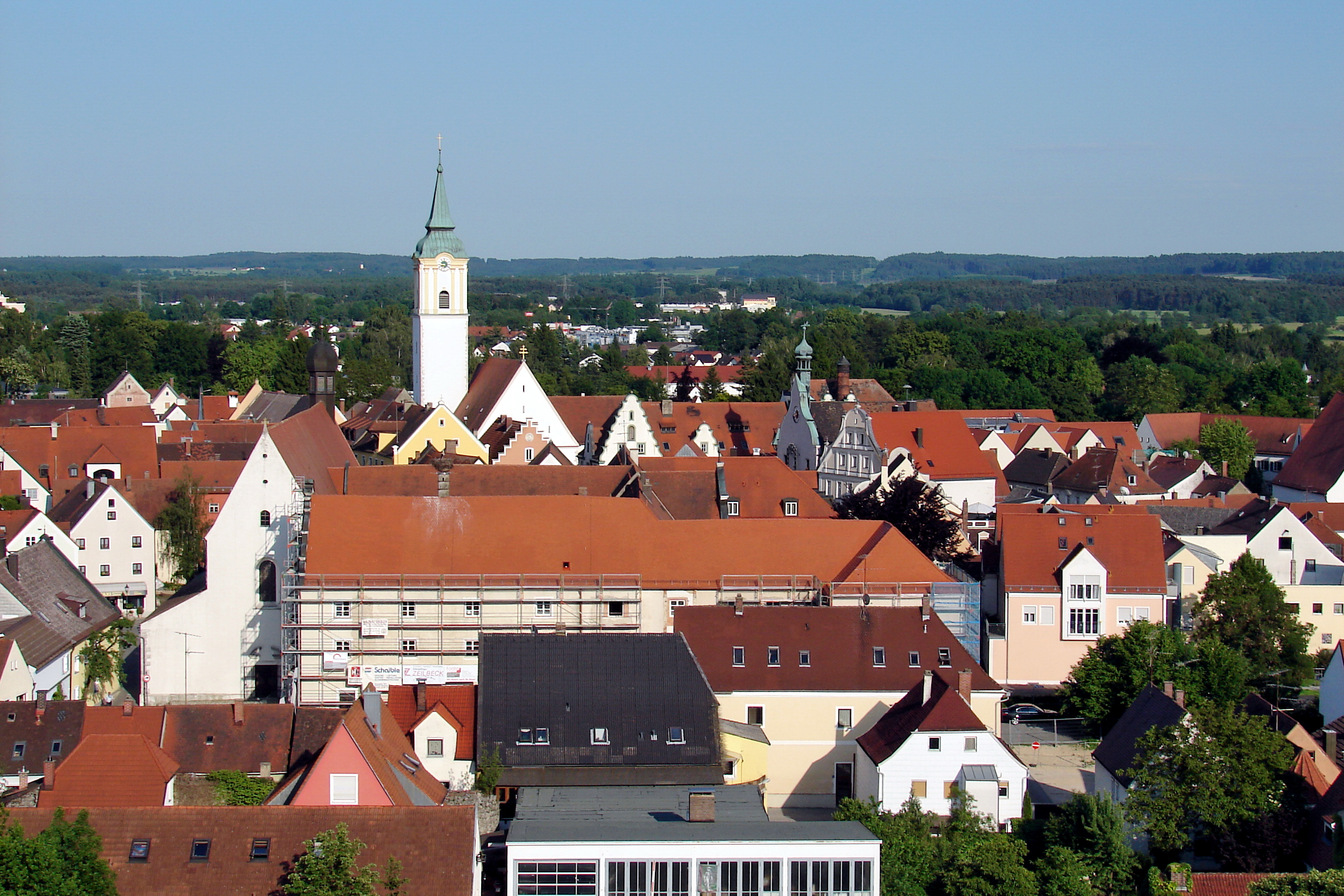
Abensberg látképe

Abensberg területe már az újkőkorszak idején lakott volt. Különösen érdekes és országos jelentőségű Arnhofen, a neolitikus kovakőbányája.
Abensberg modern történelme - amelyet gyakran tévesen azonosítanak a római katonai állomással Abusinaval - a 3. században kezdődik. Abensberg vára a 12. század közepén épült. A településről fennmaradt legkorábbi írásos feljegyzés 1138-ból való Habensperch néven.
Abensberg városi jogait Duke Ludwig Brandenburgi őrgróf és testvére Duke Stephan von Bayern 1348 június 12-én erősítette meg. A várost fallal vetette körül, és lehetővé tette a piacok működését. A városfal egykor állítólag 32 kerek toronnyal és nyolc más tornyokkal rendelkezett. A középkori város állampolgárai számára bizonyos fokú autonómiát is nyujtott. A karmelita kolostort Mrs. II. Earl János és felesége Ágnes alapította.
A település régi építményei közül máig fennmaradt a többtornyú városfal. Benedek-rendi kolostorának barokk temploma mögött pedig gótikus kerengő húzódik. E kolostorban Aventinus-múzeumot rendeztek be.

## Gazdaság

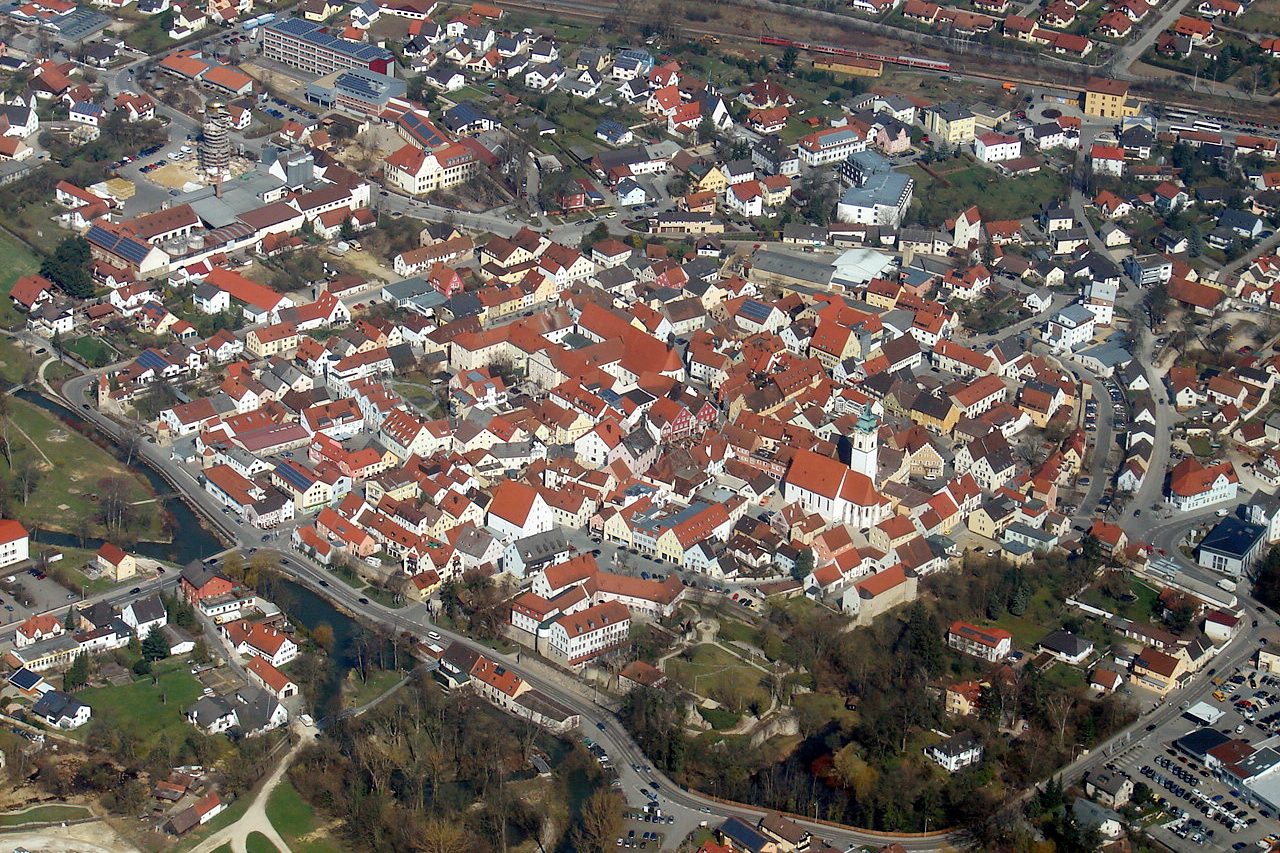
Abensberg, légifelvétel

Abensberg területe körül úgynevezett homok övet 212 hektáron Siegburg, Neustadt an der Donau, Abensberg és Langquaid között mezőgazdaságilag intenzíven spárga termesztésére használják, melyre optimálisak a talaj- és éghajlati feltételek. Emellett a komló játszik nagy szerepet. Három saját sörfőzde is működik itt.

## Nevezetességek
- Babenburg várának romjai itt magasodnak a város fölé.
- Szent Barbara plébániatemplom
- "Miasszonyunk Mount Carmel" Karmelita kolostor és kolostortemplom
- Evangélikus templom
- Mader Tower (egykor 32 kör és 8 saroktornyos erődítmény volt)
- Abensberg vára
- városháza
- Herzogkasten Városi Múzeum
- Színház

## Híres szülöttei

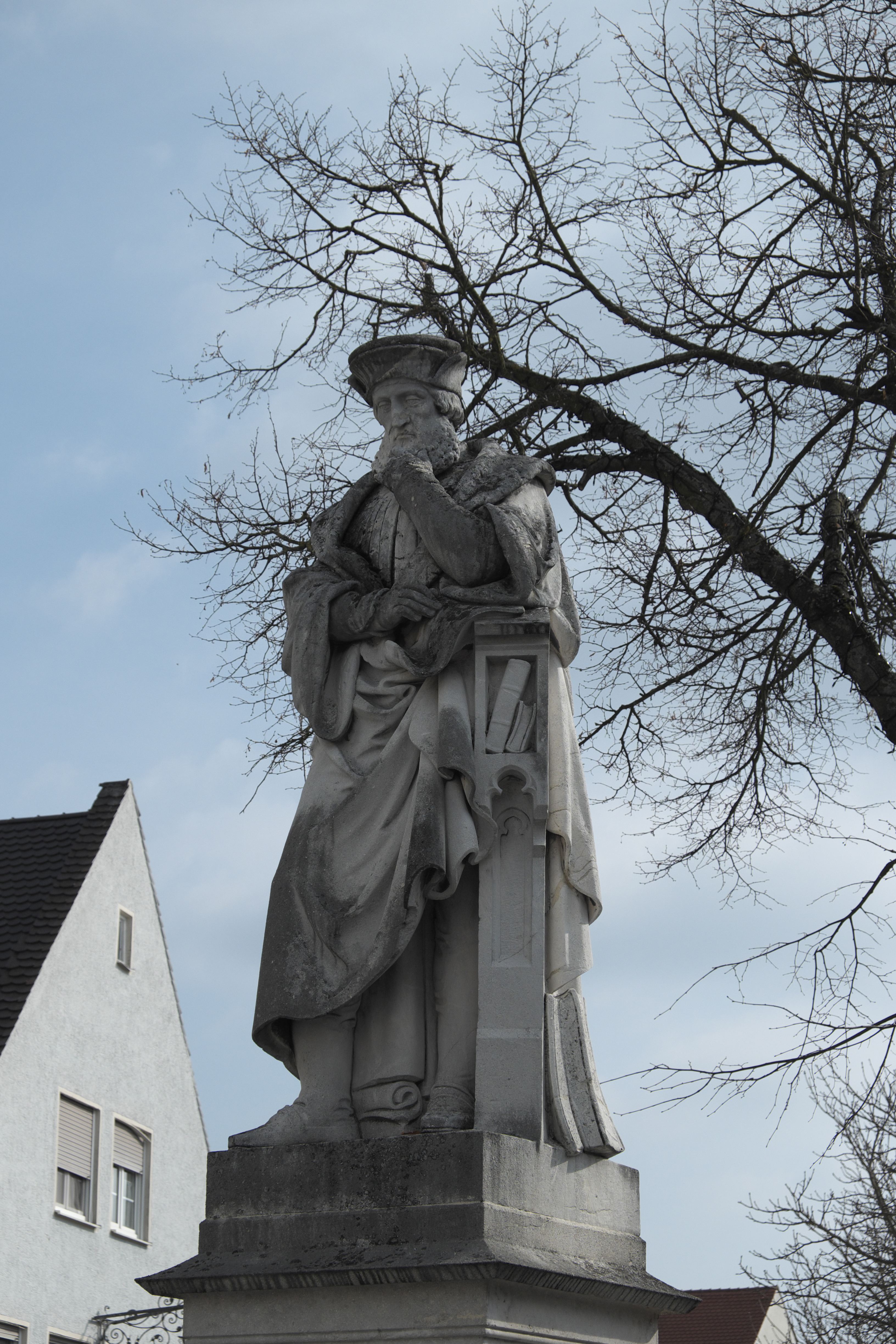
Johannes Aventinus szobra

- Johannes Aventinus - bajor történetíró itt született. Ő alapította meg 1516-ban Ingolstadtban az első tudós társaságot.

## Galéria

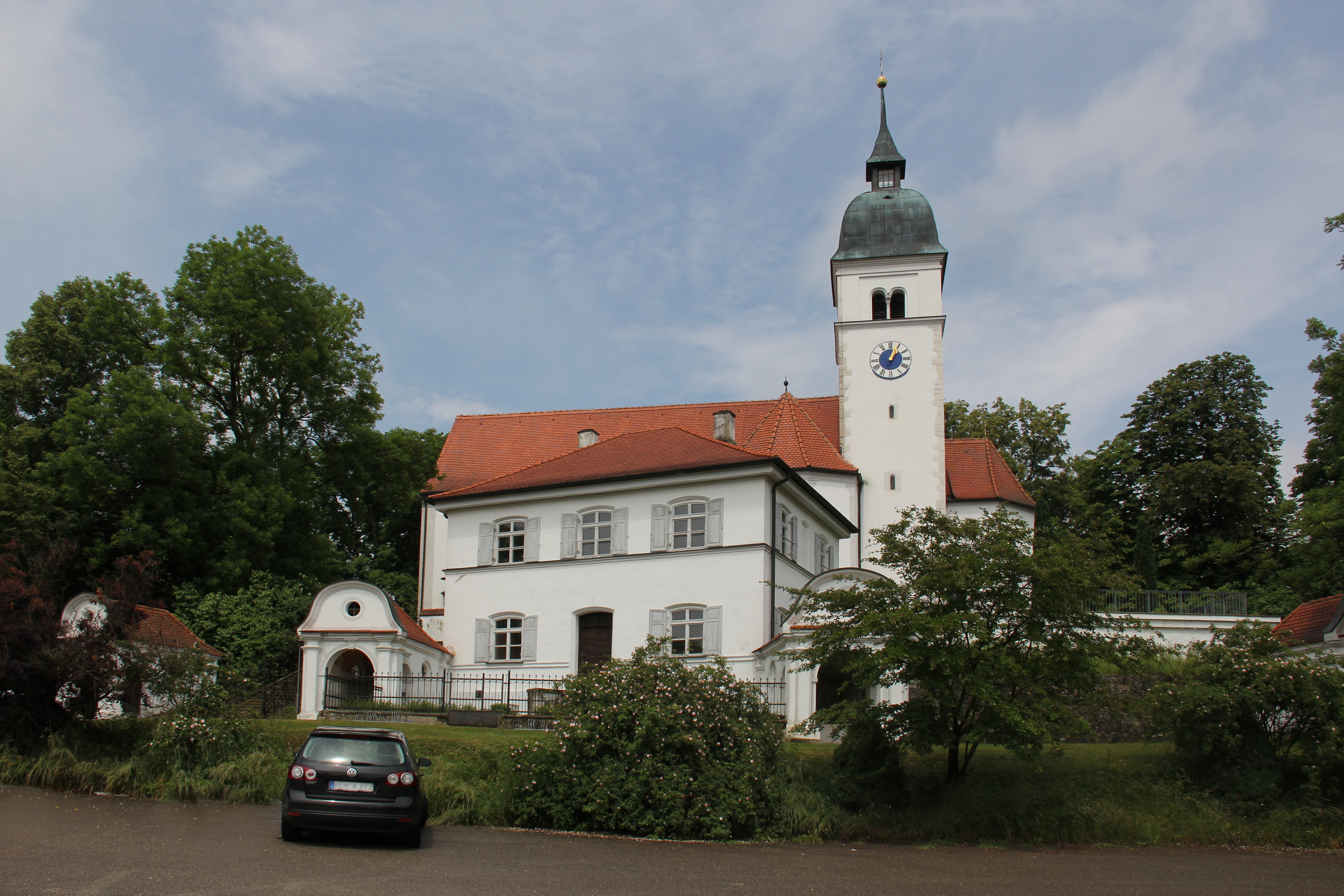
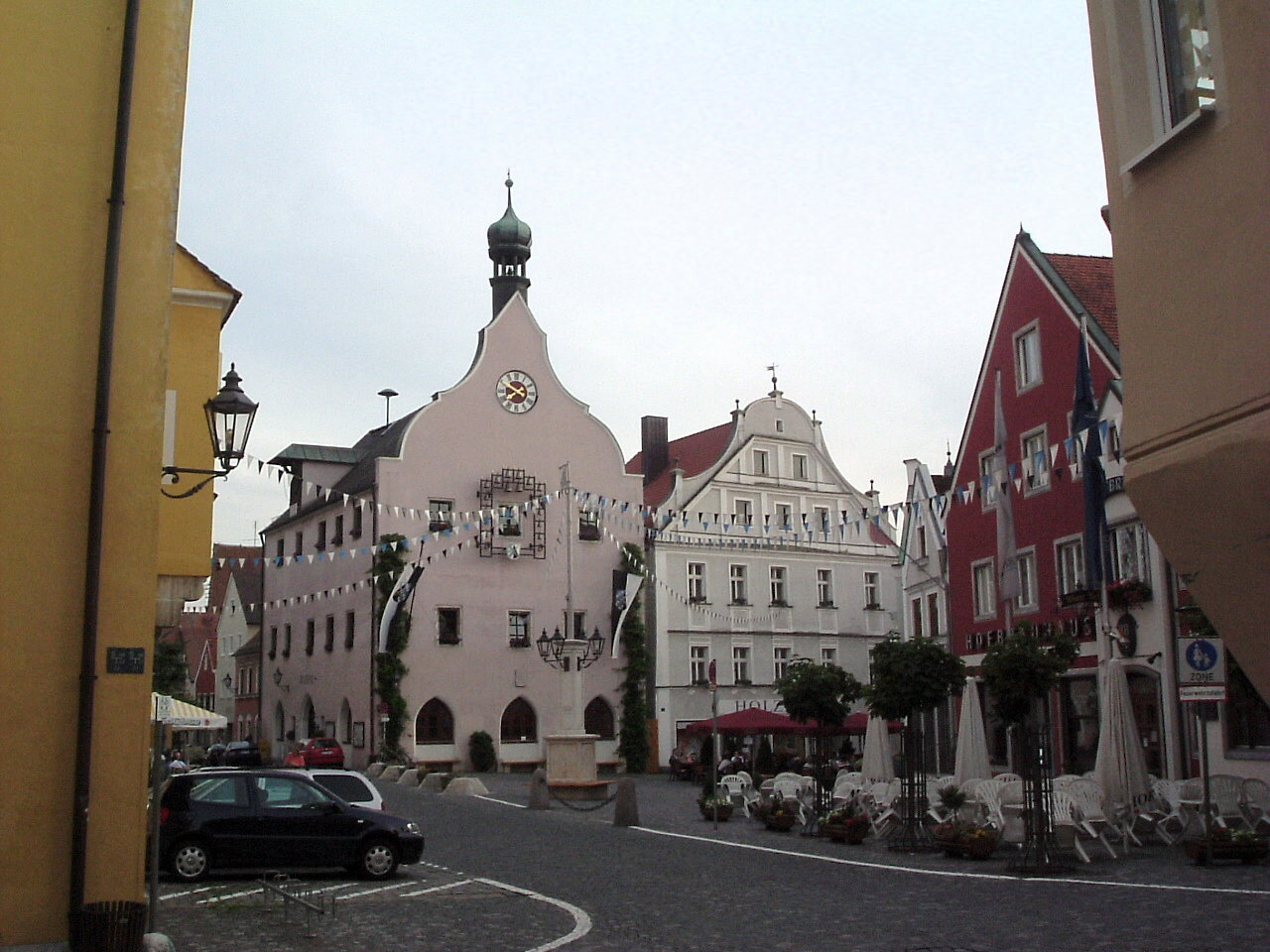
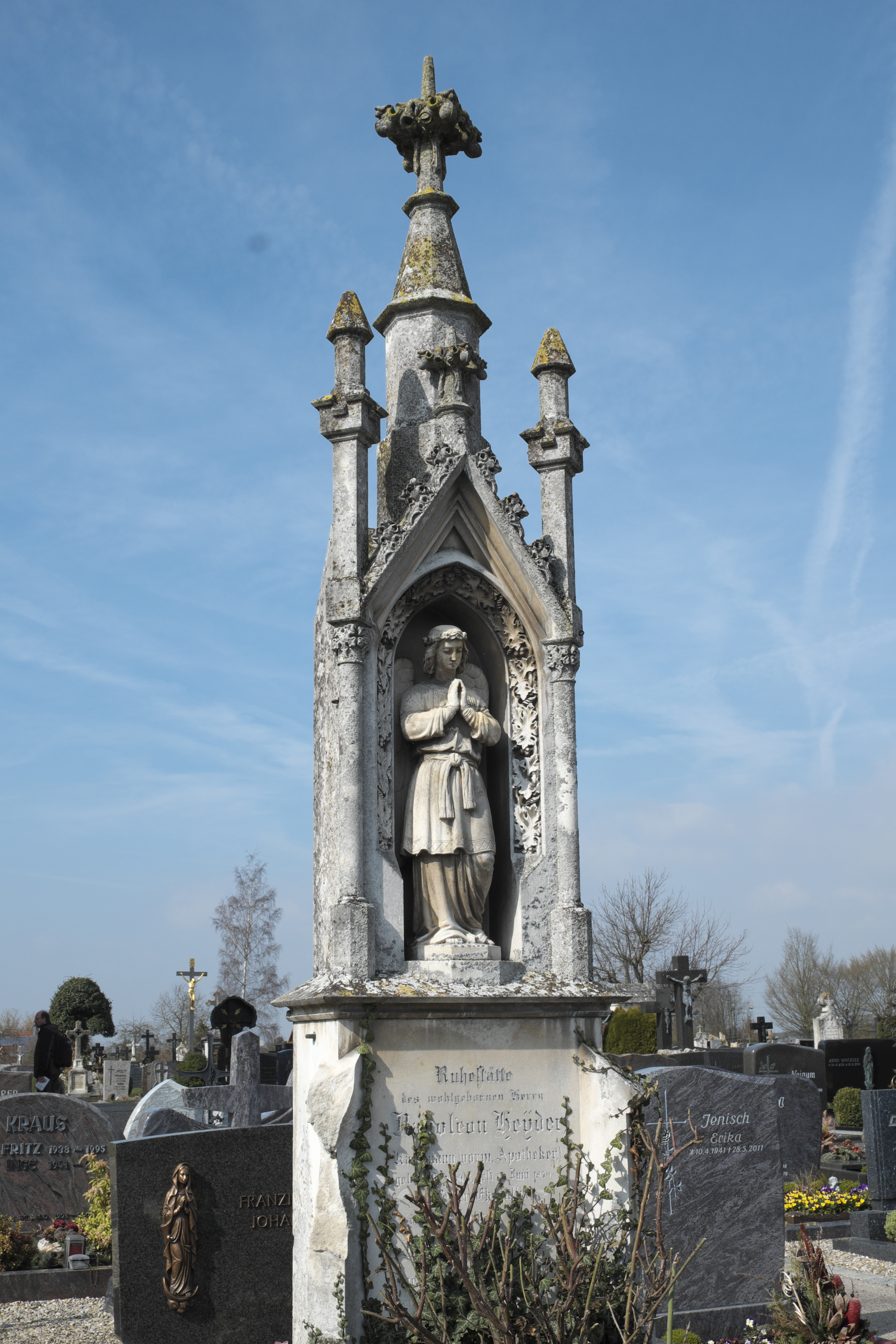
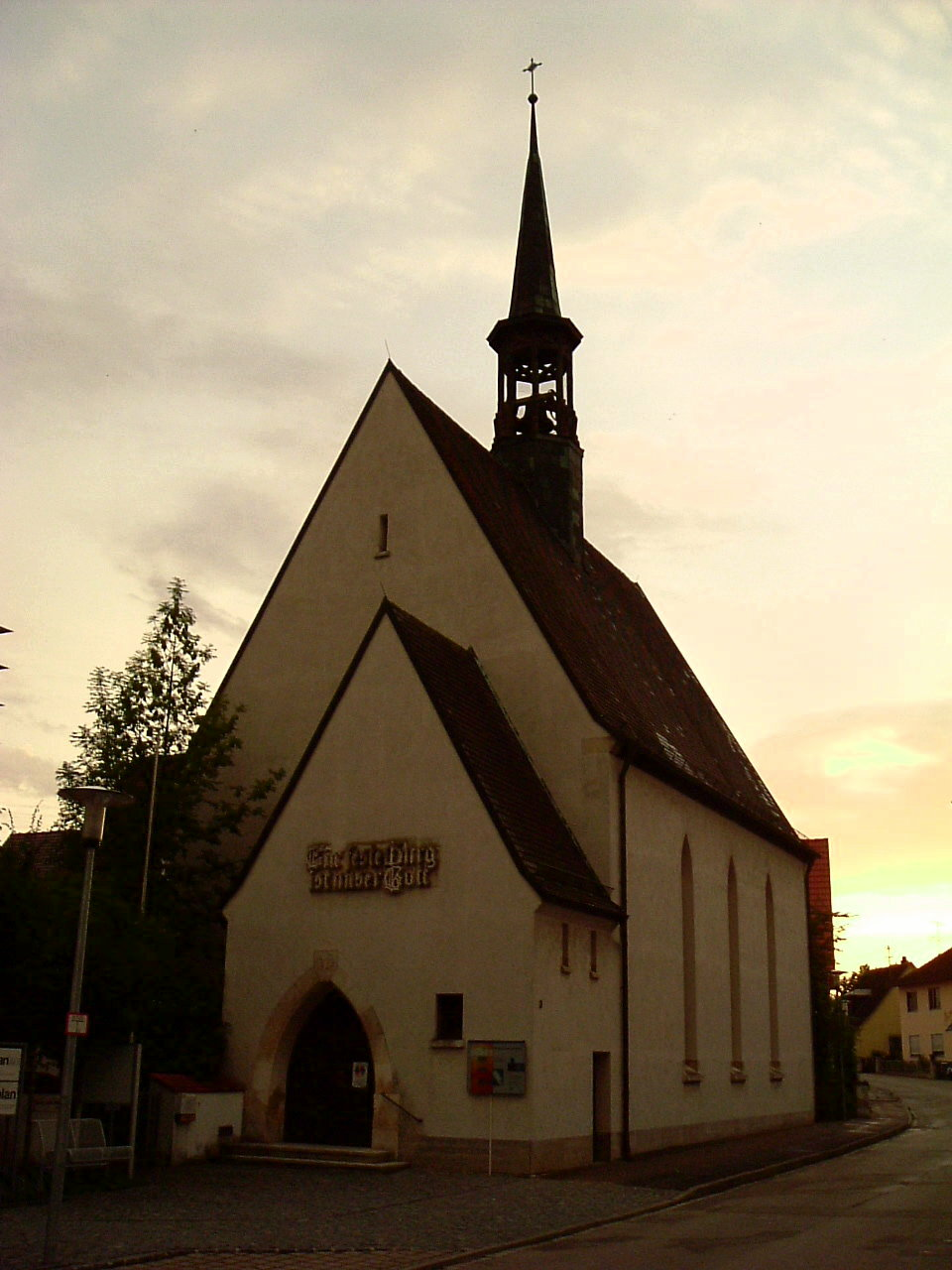
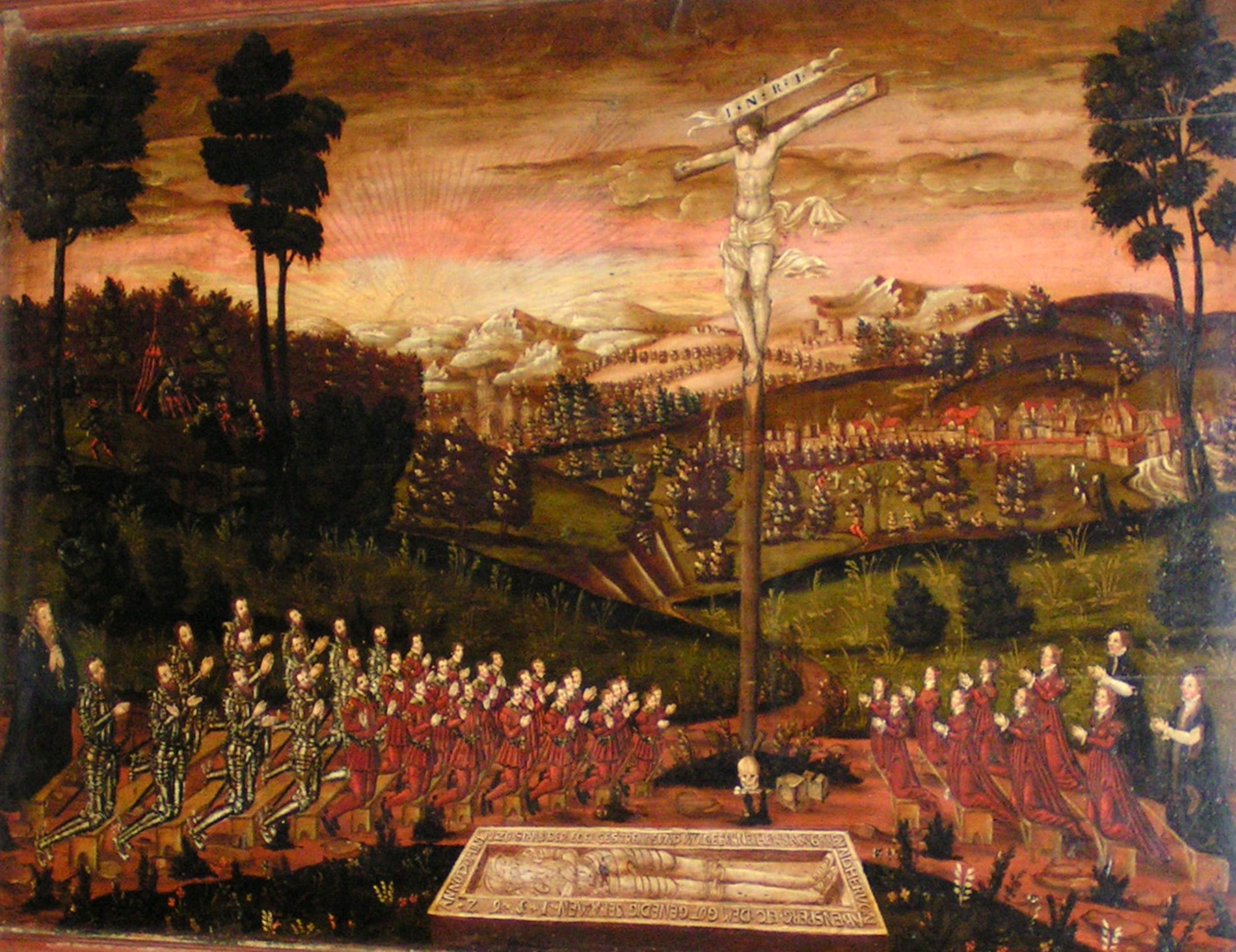
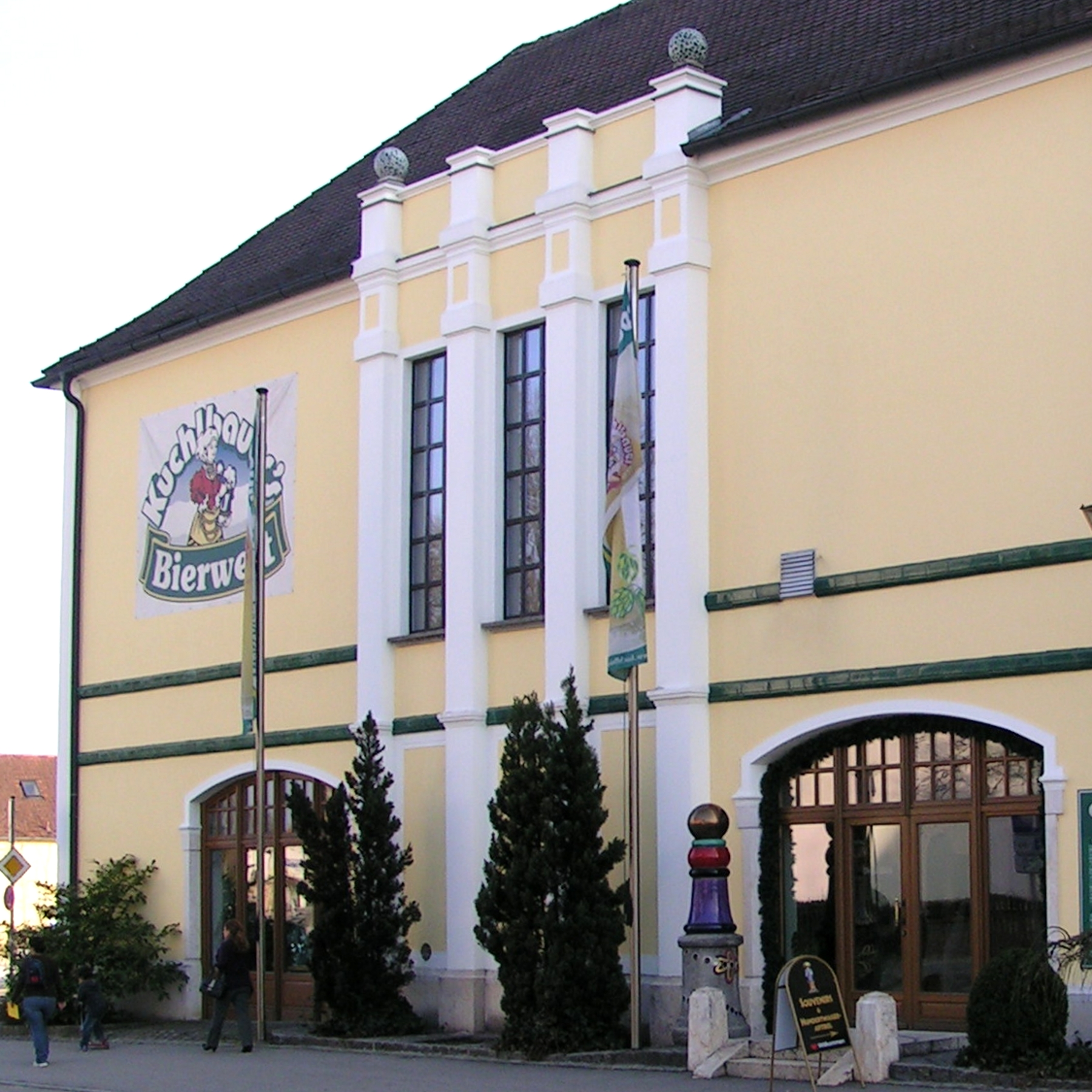
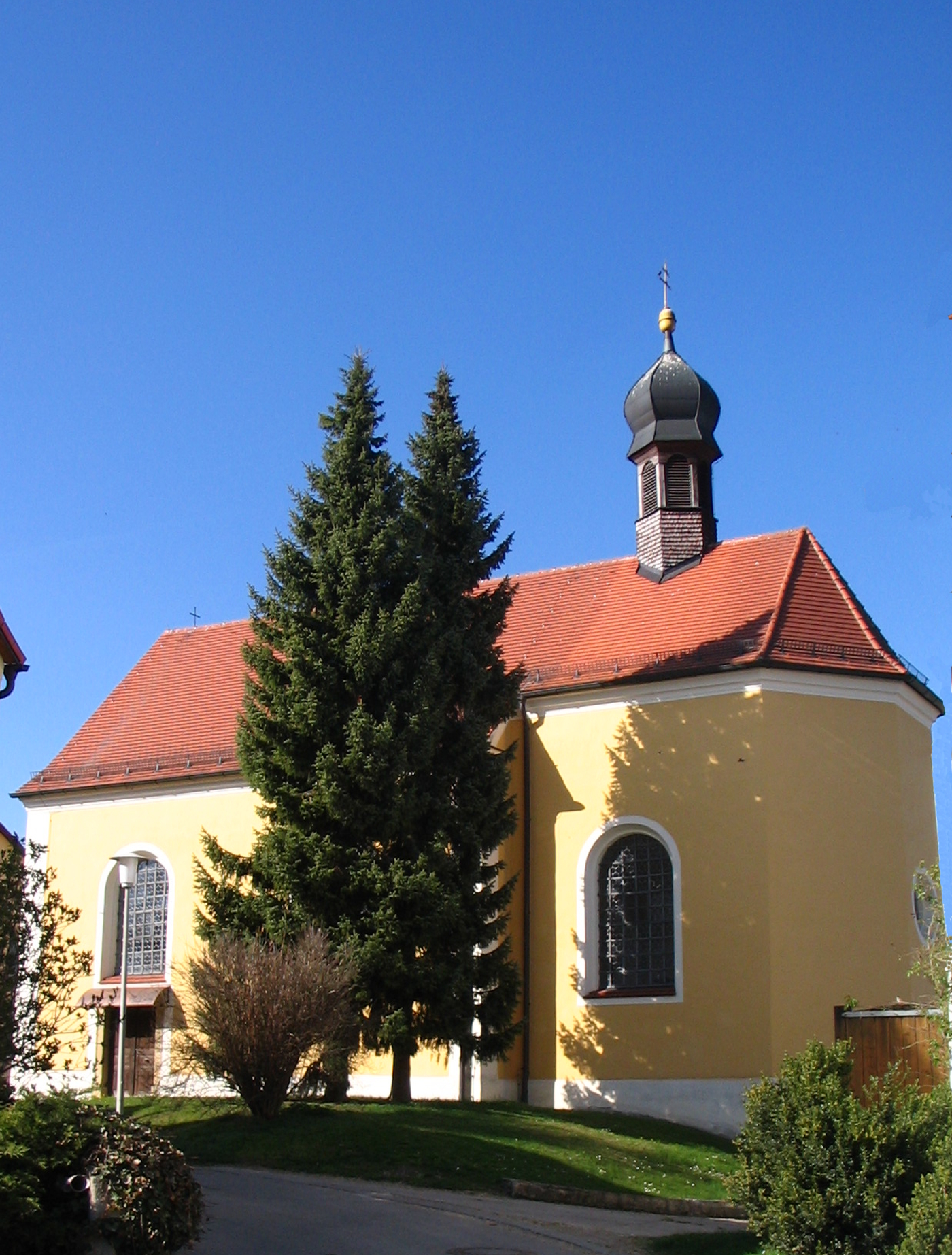
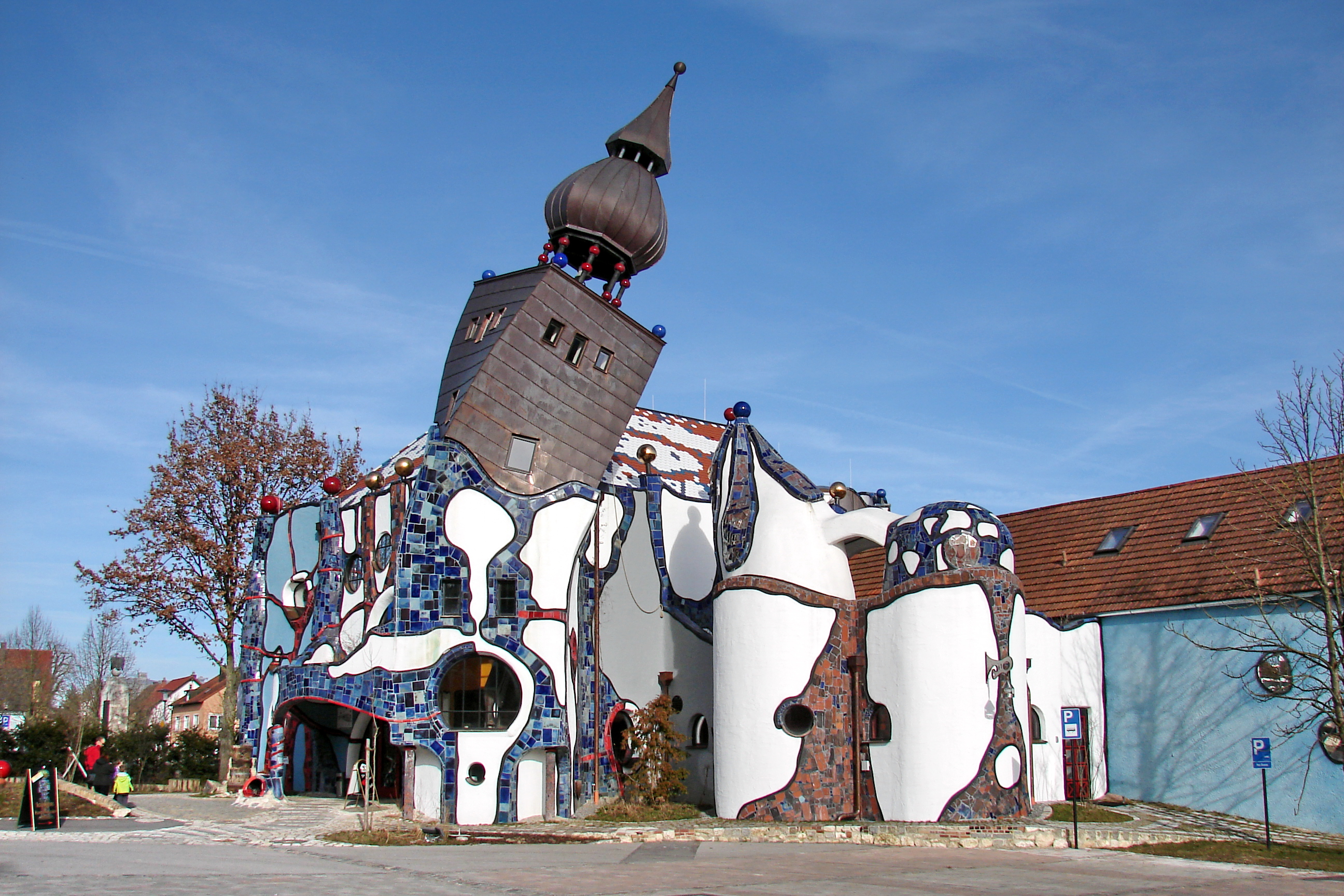

## Abensberg testvérvárosai
- Görögország: Parga (1986 óta)
- Olaszország: Lonigo (1999 óta)